# Ute Guzzoni

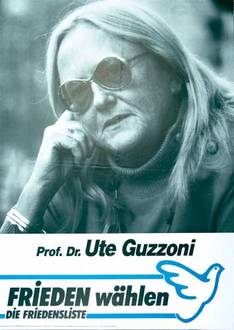
Wahlplakat der Friedensliste mit Porträt Ute Guzzonis

Ute Guzzoni (* 2. November 1934 in Greifswald, geborene Bennholdt-Thomsen) ist eine deutsche Philosophin.

## Wirken
Nach Studium in Freiburg, Köln und Berlin erfolgte 1961 die Promotion bei Eugen Fink über Hegels „Wissenschaft der Logik“, die Habilitation 1969 über Aristoteles’ Ontologie. 1972 wurde sie zunächst Privatdozentin, danach bis zu ihrer Emeritierung im Jahr 2000 Professorin am Philosophischen Seminar der Universität Freiburg.
Hauptarbeitsgebiete: Auseinandersetzung mit der abendländischen Metaphysik und Überlegungen zu einem anderen Denken, etwa zum Verhältnis von Begriff und Bild.
Ute Guzzoni versucht aus unterschiedlichen Perspektiven und mit unterschiedlichen Akzentuierungen Grundzüge unseres menschlichen Seins in einer Welt jenseits des Subjekt-Objekt-Verhältnisses aufzuzeigen. Dieses „landschaftliche“ Denken ist geprägt von Anderssein, Gegensätzlichkeit und Zufall. Es verlässt bewusst die traditionelle Ebene abstrakten Philosophierens und sucht seine Evidenzen in Bildern (etwa von Sternen und Steinen), in Geschichten (z. B. von Odysseus) und elementaren Erfahrungen (wie denen von Wasser und Wüste). Ihre Reflexionen etwa zu Anderssein, Vielfalt, Miteinandersein bleiben – sowohl im Ausgang von Gedichten wie in der Auseinandersetzung mit der philosophischen Tradition – im Bereich konkreter Erfahrungen.
Von 1984 bis 1991 saß Guzzoni als Vertreterin der Friedensliste im Gemeinderat der Stadt Freiburg. Guzzoni hat einen Sohn und eine Tochter.

## Veröffentlichungen

### Als Autorin
- 1961 (Dissertation): Werden zu sich. Eine Untersuchung zu Hegels 'Wissenschaft d. Logik'.  (Symposion Bd. 14) Verlag Karl Alber, Freiburg im Breisgau/München 1963, 1973, 1982, ISBN 3-495-47108-1
- 1969 (Habilitationsschrift): Grund und Allgemeinheit. Untersuchung. zum aristotelischen Verständnis der ontologischen Gründe. (Monographien zur philosophischen Forschung Bd. 135) Verlag Hain, Meisenheim am Glan 1975, ISBN 3-445-01252-0
- 1981: Identität oder nicht. Zur Kritischen Theorie der Ontologie. (Reihe: Fermenta philosophica), Verlag Karl Alber, Freiburg/München, ISBN 3-495-47452-8
- 1982: Wendungen. Versuche zu einem nicht identifizierenden Denken. Wie vor, ISBN 3-495-47506-0
- 1985: Veränderndes Denken. Kritisch-ontologische Stücke zum Verhältnis von Denken und Wirklichkeit.  Wie vor, ISBN 3-495-47589-3
- 1990: Wege im Denken. Versuche mit und ohne Heidegger.  Wie vor, ISBN 3-495-47700-4
- 1995: Über Natur. Aufzeichnungen unterwegs: Zu einem anderen Naturverhältnis. (Reihe: Fermenta philosophica), wie vor, ISBN 3-495-47823-X
- 1999: Nichts. Bilder und Beispiele. Parerga Verlag, Düsseldorf, ISBN 3-930450-39-9
  - Wohnen und Wandern.  Wie vor, ISBN 3-930450-38-0
- 2003: Sieben Stücke zu Adorno. Verlag Karl Alber, Freiburg/München, ISBN 978-3-495-48129-5
- 2005: Hegels Denken als Vollendung der Metaphysik. Wie vor, ISBN 978-3-495-48090-8
  - Wasser. Das Meer und die Brunnen, die Flüsse und der Regen.  Parerga Verlag, Berlin, ISBN 3-937262-23-7
- 2008: Unter anderem: die Dinge. (Reihe: HinBlick)  Verlag Karl Alber, Freiburg/München, ISBN 978-3-495-48312-1
- 2009: Gegensätze, Gegenspiele. Wie vor, ISBN 978-3-495-48337-4
  - Der andere Heidegger. Überlegungen zu seinem späteren Denken. Wie vor, ISBN 978-3-495-48370-1
- 2012: erstaunlich und fremd. Erfahrungen und Reflexionen. Wie vor, ISBN 978-3-495-48555-2
- 2014: Im Raum der Gelassenheit: die Innigkeit der Gegensätze. Wie vor, ISBN 978-3-495-48663-4.[3]
- 2017: Weile und Weite. Zur nicht-metrischen Erfahrung von Zeit und Raum.Verlag Karl Alber, Freiburg/München, ISBN 978-3-495-81371-3.
- 2019:  Von „Fall“ zu „Fall“. Unterwegs in einer Sprachfamilie. Verlag Karl Alber, Freiburg/München, ISBN 978-3-495-49046-4.
- 2021:  Wollen wir noch Subjekte sein? Unterwegs zu einem bildhaften Denken. Verlag Karl Alber, Baden-Baden, ISBN 978-3-495-82409-2.
- 2023:  Philosophieren. Wider Theorie und Begründungszwang. Verlag Karl Alber, Baden-Baden, ISBN 978-3-495-99680-5.

### Als Herausgeberin
- 1976: Der Idealismus und seine Gegenwart. Festschrift für Werner Marx zum 65. Geburtstag. Felix Meiner Verlag, Hamburg, ISBN 3-7873-0351-0
- 1980: Nachdenken über Heidegger. Eine Bestandsaufnahme. Gerstenberg Verlag, Hildesheim, ISBN 3-8067-0817-7
- 2015: Zwischen zwei Welten. 300 Haiku zu Flüssen und Nebel und Meer... Ausgewählt und übersetzt von Ute Guzzoni und Michiko Yoneda. Verlag Karl Alber, Freiburg i. Br. / München. ISBN 978-3-495-48716-7

## Festschrift
- Katharina Scheppke und Matthias Tichy (Hrsg.): Das Andere der Identität. Ute Guzzoni zum 60. Geburtstag. Rombach Verlag, Freiburg i. Br. 1996. ISBN 3-7930-9136-8